# 伊沢弘
伊沢 弘（いざわ ひろし、1955年9月4日 - ）は、日本の俳優、声優、演出家。東京都出身。劇団「ビッグフェイス」主宰。

## 人物・略歴
東京都立一橋高等学校卒業。テアトル・エコー出身。1977年、テアトル・エコー養成所入所。1979年に同所研究生となり、同年の公演「ろば」で初舞台。1982年に準劇団員に昇格。
フジテレビ系『ライオンのいただきます』の人気コーナー「いただきます劇場」に、ヒロシ&チーボー（チーボーは同じくテアトル・エコーに在籍していた重田千穂子）のヒロシとして出演していた。
趣味は栃若時代から続けているという大相撲番付表収集。

## 出演

### テレビドラマ
- 熱中時代 第2シリーズ 第29話「先生 愛ってなんですか？」（1981年、日本テレビ） - 店員
- 教師びんびん物語II 田原俊彦主演（1989年、フジテレビ） - 金井一 役
- 空と海をこえて（1989年 後藤久美子主演のスペシャルドラマ、TBSテレビ）
- 世にも奇妙な物語　『盗聴レシーバーの怪』（1991年、フジテレビ）
- きのうの敵は今日も敵 石田純一主演（1995年、TBS）
- 木曜の怪談 怪奇倶楽部 滝沢秀明主演（1995年 - 1997年、フジテレビ）
- いいひと。 草彅剛主演（1997年、フジテレビ）
- 幸せづくり 五十嵐いづみ主演（1999年、東海テレビ・フジテレビ）
- みんな昔は子供だった 国仲涼子主演（2005年、フジテレビ）
- 大河ドラマ風林火山（2007年、NHK）望月源三郎（第20回 - ）
- ドラマ8七瀬ふたたび（2008年、NHK）
- 美咲ナンバーワン!! 第1話（2011年、日本テレビ）
- 花咲舞が黙ってない 第4話（2014年、日本テレビ） - 尾見稔 役
- 東京タラレバ娘（2017年、日本テレビ）
- 偽装不倫（2019年、日本テレビ） - 濱幸一

### 映画
- 本のゆがみ（2015年、草苅勲監督）
- やがて海になる（2025年公開予定、沖正人監督）[6]

### 舞台
- 筒井ワールド 筒井康隆原作（脚本・演出 / BIGFACE制作）
- ダリオ・フォーのびっくり箱（シアターX制作）
- 笑う女。笑われる男（作・演出 / BIGFACE制作）
- 奇人たちの晩餐会 明石家さんま主演（フジテレビ制作）
- メルシィ！僕ぅ？ 明石家さんま主演（フジテレビ制作）
- 一夜限一人語（企画・総合演出 / BIGFACE制作）
- 『少年口伝隊一九四五』伊沢弘PRODUCE VOL.7（企画・演出・音楽 / BIGFACE制作） - 井上悟 役

### テレビアニメ
1982年
- うる星やつら（1982年 - 1986年）
- まいっちんぐマチコ先生

1984年
- らんぽう

1985年
- ハイスクール!奇面組（1985年 - 1986年、色音好、亜切須健）

1988年
- 新グリム名作劇場（小作人[7]）

### 劇場アニメ
1980年
- 11ぴきのねこ（町のネコB）

1982年
- 対馬丸 さようなら沖縄（昭男）

1983年
- うる星やつら オンリー・ユー（アナウンサー）
- きつねと猟犬（ポーキュパイン）
- ダンボ（カラス）

1986年
- 11ぴきのねことあほうどり（ネコG）

1987年
- 王立宇宙軍 オネアミスの翼（ダリガン）

### OVA
1983年
- ダロス（ポリス）

1985年
- うる星やつら 了子の9月のお茶会

### ゲーム
- ALIVE（ウラタ・リョウ）
- 神次元ゲイム ネプテューヌV（召喚部長イザワ）

### 特撮
- 兄弟拳バイクロッサー（トゲバラの声）
- 超電子バイオマン（メッツラーの声）
- 超星神グランセイザー（ラモン / 鹿沼幸次郎 役）

### ラジオ
- 伊沢弘の歌出前（アール・エフ・ラジオ日本）

### CM
- 大塚商会『たのめーる』ナレーション
- アサヒ飲料『バナジウム富士山の天然水』ナレーション
- マイクロソフト『Xbox 360』特命課イザワ課長役

### その他
- ピーターパン空の旅（ピーター・パン）